# Александровка (Сватовский район)
Алекса́ндровка (укр. Олександрівка) — село, относится к Сватовскому району Луганской области Украины.
Население по переписи 2001 года составляло 18 человек. Почтовый индекс — 92613. Телефонный код — 6471. Занимает площадь 0,171 км². Код КОАТУУ — 4424055403.

## Местный совет
92612, Луганська обл., Сватівський р-н, смт. Нижня Дуванка, вул. Леніна, 79  (укр.)